# Red Force
Red Force est un parcours de montagnes russes lancées situés dans le parc Ferrari land du complexe de loisirs PortAventura World, à Salou, en Espagne.
Red Force est à ce jour non seulement les plus hautes montagnes russes d'Europe, dépassant Silver Star, Shambhala et Hyperion, mais aussi les plus rapides d'Europe, dépassant Furius Baco et Hyperion.

## Caractéristiques

### Expérience
Une fois que le train quitte la station, il est immédiatement propulsé par des moteurs linéaires synchrones de 0 à 180 km/h en 5 secondes. Le train effectue ensuite une montée jusqu'au top hat de 112 mètres de haut, en tournant de 90 degrés vers la gauche. Une fois que le train a atteint le top hat, il redescend en tournant à nouveau de 90 degrés vers la gauche. Le train se déplace alors parallèlement à la voie de lancement, mais dans la direction opposée. Le train entre ensuite dans une piste de freinage plate, puis monte une petite colline procurant une dernière sensation d'airtime avant d'entrer dans la dernière série de freins,.

### Trains
Red Force dispose de 3 trains, un train est composé  en 3 voitures, chacune pouvant accueillir 4 passagers (2 passagers par rangée). Chaque train a donc une capacité de 12 passagers. La montagne russe peut accueillir environ 1 200 passagers par heure.

### Circuit
Le circuit en acier de Red Force a une longueur approximative de 880 mètres avec une hauteur maximale de 112 mètres. Les rails sont grises et les supports sont rouges.

### Accélération
Red Force utilise un système de moteurs linéaires synchrones pour propulser le train de 0 à 180 km/h en 5 secondes. La montagne russe utilise aussi des supercondensateurs pour stocker et dissiper l'énergie nécessaire à la propulsion du train.

### Rollback
Il peut arriver que le train ne parvienne pas à atteindre le top hat et à redescendre. Dans ce cas, le train descendra en arrière et les freins situés sur la voie de lancement feront freiner le train, cette situation porte un nom, le rollback. Les rollbacks sont plus fréquents les jours de vent en général. Cependant, cela est loin d'être un problème, le fait est que de nombreux amateurs de montagnes russes attendent avec impatience que cela leur arrive, c'est pourquoi ils choisissent des périodes de temps souvent instable pour tenter leur chance et monter dans l'attraction. Et cela s'applique aussi pour les montagnes russes similaires, comme Top Thrill Dragster et Kingda Ka.

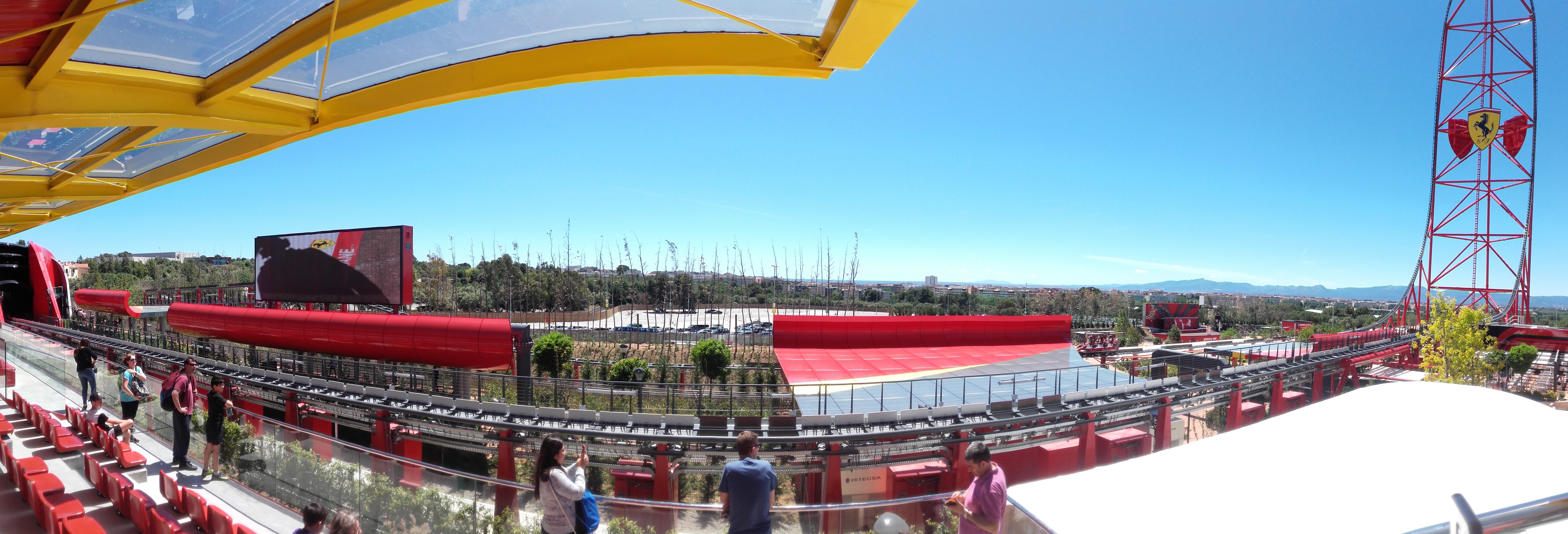
Panoramique de Red Force.

## Galerie

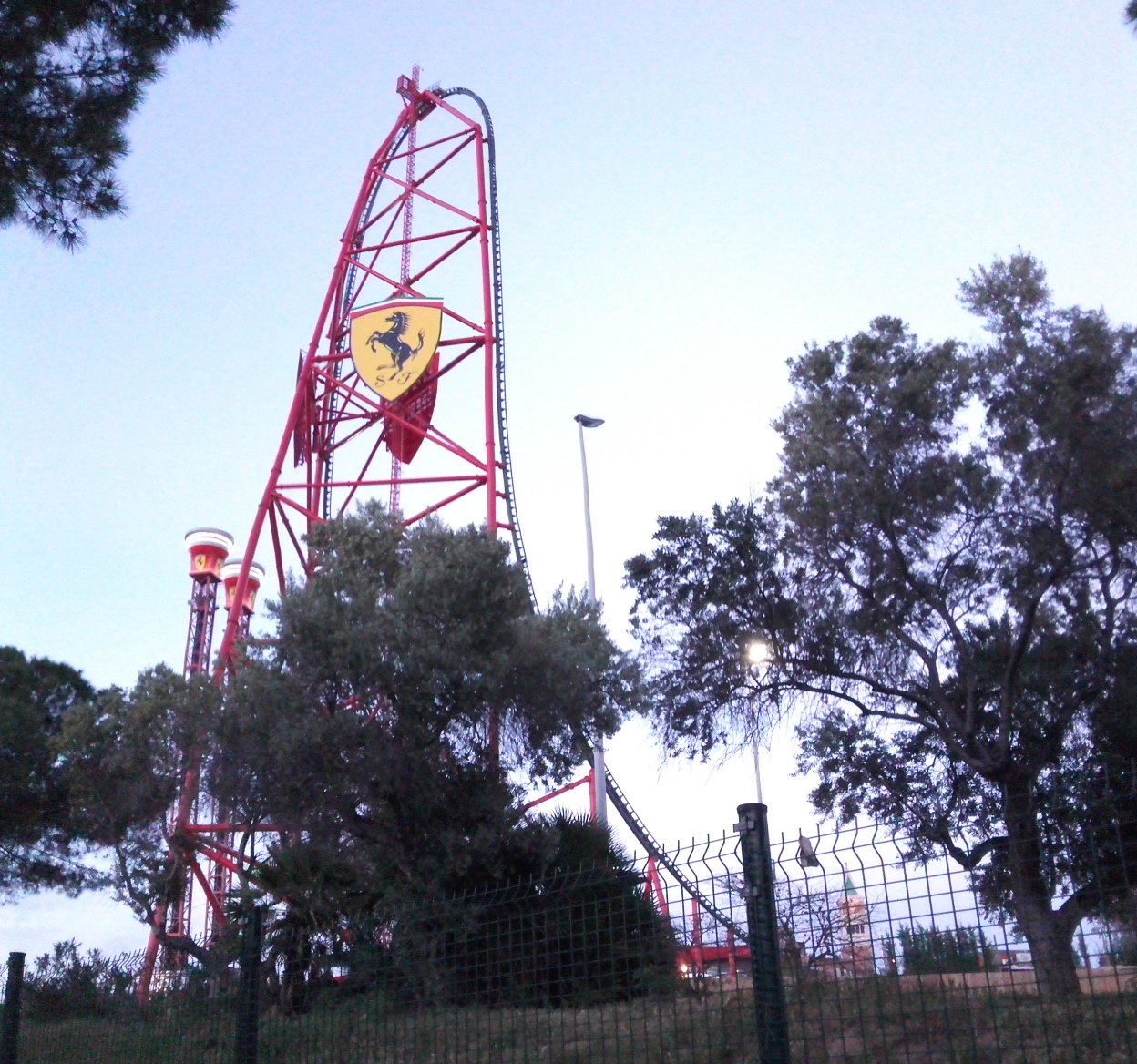
Red Force vu de la route.
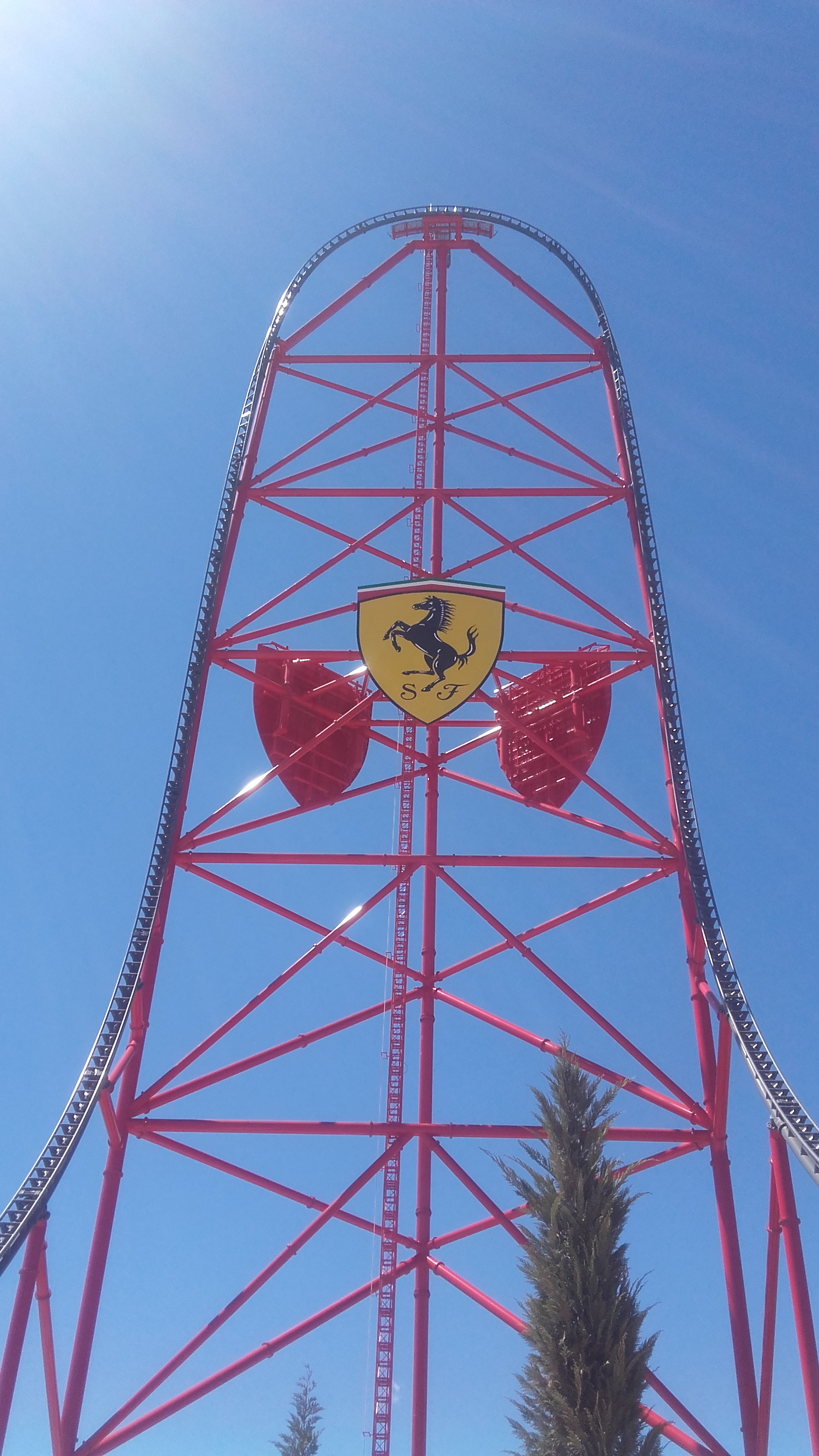
Photo prise au pied de l'attraction.